# The Best FIFA Football Awards 2019
Bei den The Best FIFA Football Awards 2019 wurden am 23. September 2019 in Mailand der 29. FIFA-Weltfußballer des Jahres, die 19. FIFA-Weltfußballerin des Jahres, der 10. FIFA-Welttrainer des Jahres im Männer- und Frauenfußball, der 3. FIFA-Welttorhüter des Jahres und erstmals die FIFA-Welttorhüterin des Jahres gekürt. Zudem wurden die FIFA FIFPro World XI, der FIFA-Fanpreis, der FIFA-Puskás-Preis und der FIFA-Fairplay-Preis vergeben.

## FIFA-Weltfußballer des Jahres

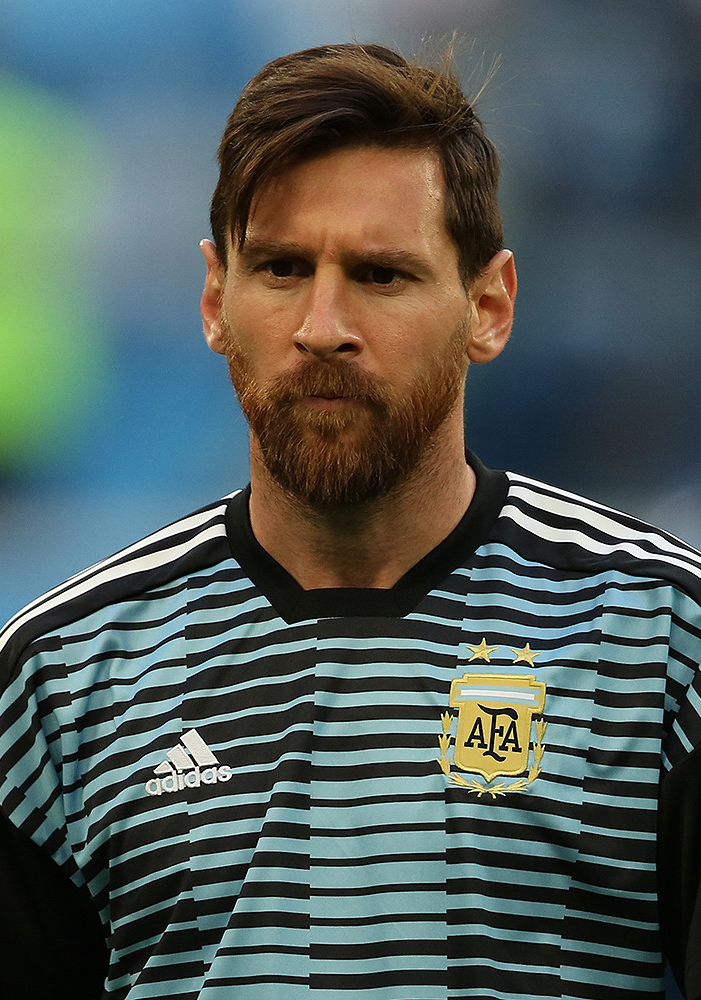
FIFA-Weltfußballer des Jahres 2019
Lionel Messi wurde mit seinem 6. Titel zum alleinigen Rekordhalter

Der Gewinner wurde durch eine Abstimmung unter Nationaltrainern, Nationalmannschaftskapitänen, Medienvertretern und Fans ermittelt. Diese nannten jeweils die drei ihrer Meinung nach besten Fußballer. Eine Nennung an Platz eins brachte fünf Punkte, ein zweiter Platz drei Punkte, der dritte Platz einen Punkt. Danach wurden die Punkte addiert. Am 31. Juli 2019 veröffentlichte die FIFA eine Liste mit 10 Spielern, aus der der FIFA-Weltfußballer gewählt wurde. Die drei Finalisten wurden am 2. September 2019 bekanntgegeben. Gewinner wurde Lionel Messi, der mit seinem 6. Titel vor Cristiano Ronaldo zum alleinigen Rekordhalter wurde.
| Platz      | Name              | Nationalität | Verein                          | Punkte     |
| Finalisten | Finalisten        | Finalisten   | Finalisten                      | Finalisten |
| ---------- | ----------------- | ------------ | ------------------------------- | ---------- |
| 1.         | Lionel Messi      | Argentinien  | FC Barcelona                    | 46         |
| 2.         | Virgil van Dijk   | Niederlande  | FC Liverpool                    | 38         |
| 3.         | Cristiano Ronaldo | Portugal     | Juventus Turin                  | 36         |
| Kandidaten |                   |              |                                 |            |
| 4.         | Mohamed Salah     | Ägypten      | FC Liverpool                    | 26         |
| 5.         | Sadio Mané        | Senegal      | FC Liverpool                    | 23         |
| 6.         | Kylian Mbappé     | Frankreich   | Paris Saint-Germain             | 17         |
| 7.         | Frenkie de Jong   | Niederlande  | Ajax Amsterdam / FC Barcelona   | 16         |
| 8.         | Eden Hazard       | Belgien      | FC Chelsea / Real Madrid        | 16         |
| 9.         | Matthijs de Ligt  | Niederlande  | Ajax Amsterdam / Juventus Turin | 9          |
| 10.        | Harry Kane        | England      | Tottenham Hotspur               | 5          |

## FIFA-Weltfußballerin des Jahres

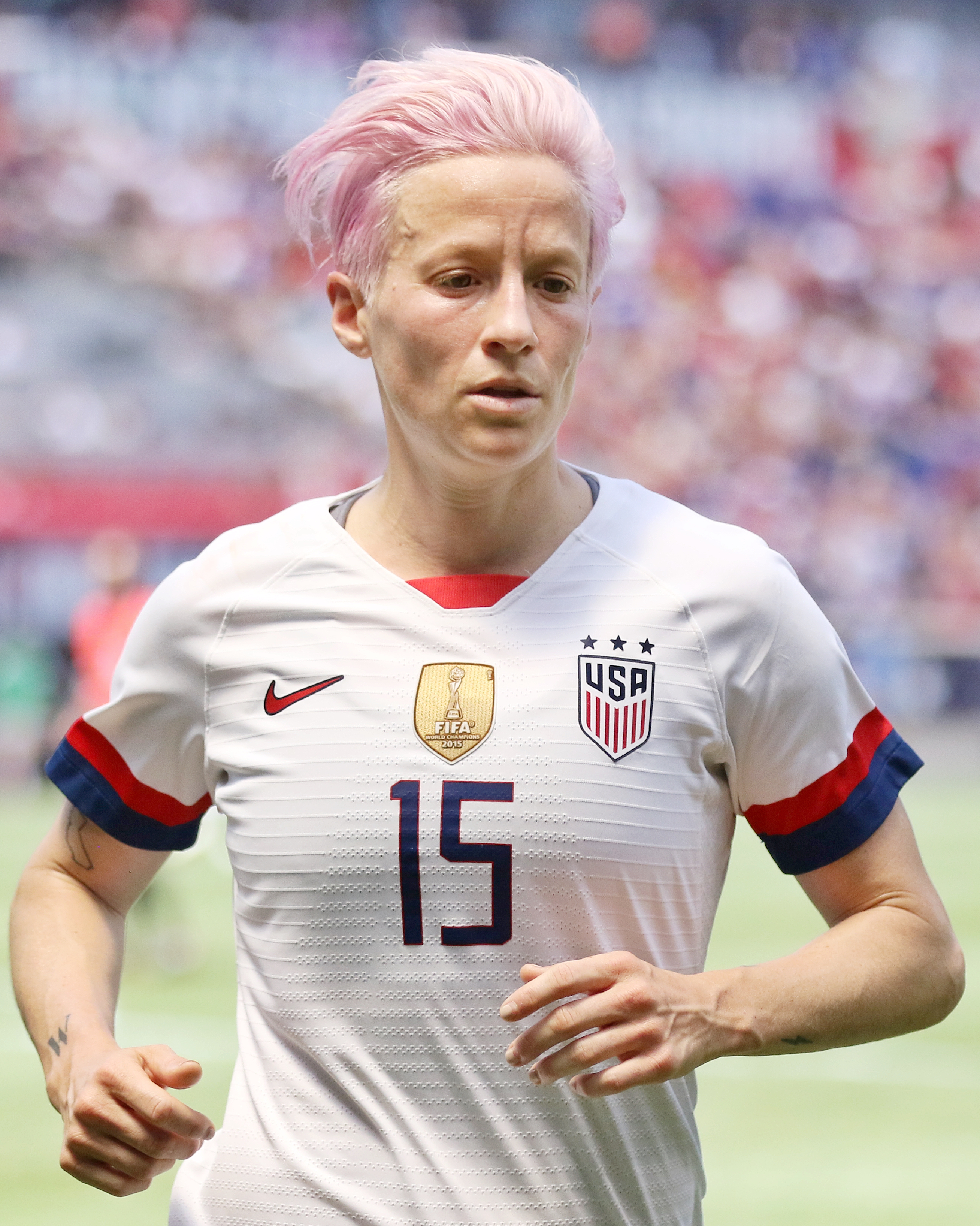
FIFA-Weltfußballerin des Jahres 2019
Megan Rapinoe

Die Gewinnerin wurde durch eine Abstimmung unter Nationaltrainern, Nationalmannschaftskapitänen, Medienvertretern und Fans ermittelt. Diese nannten jeweils die drei ihrer Meinung nach besten Fußballerinnen. Eine Nennung an Platz eins brachte fünf Punkte, ein zweiter Platz drei Punkte, der dritte Platz einen Punkt. Danach wurden die Punkte addiert. Gewinnerin wurde Megan Rapinoe.
| Platz         | Name                   | Nationalität       | Verein                            | Punkte        |
| Finalistinnen | Finalistinnen          | Finalistinnen      | Finalistinnen                     | Finalistinnen |
| ------------- | ---------------------- | ------------------ | --------------------------------- | ------------- |
| 1.            | Megan Rapinoe          | Vereinigte Staaten | OL Reign                          | 46            |
| 2.            | Alex Morgan            | Vereinigte Staaten | Orlando Pride                     | 42            |
| 3.            | Lucy Bronze            | England            | Olympique Lyon                    | 29            |
| Kandidatinnen |                        |                    |                                   |               |
| 4.            | Amandine Henry         | Frankreich         | Olympique Lyon                    | 23            |
| 5.            | Vivianne Miedema       | Niederlande        | FC Arsenal                        | 23            |
| 6.            | Rose Lavelle           | Vereinigte Staaten | Washington Spirit                 | 21            |
| 7.            | Julie Ertz             | Vereinigte Staaten | Chicago Red Stars                 | 18            |
| 8.            | Ada Hegerberg          | Norwegen           | Olympique Lyon                    | 15            |
| 9.            | Wendie Renard          | Frankreich         | Olympique Lyon                    | 9             |
| 10.           | Ellen White            | England            | Birmingham City / Manchester City | 7             |
| 11.           | Sam Kerr               | Australien         | Perth Glory / Chicago Red Stars   | 0             |
| 11.           | Caroline Graham Hansen | Norwegen           | VfL Wolfsburg / FC Barcelona      | 0             |

## FIFA-Welttorhüter des Jahres

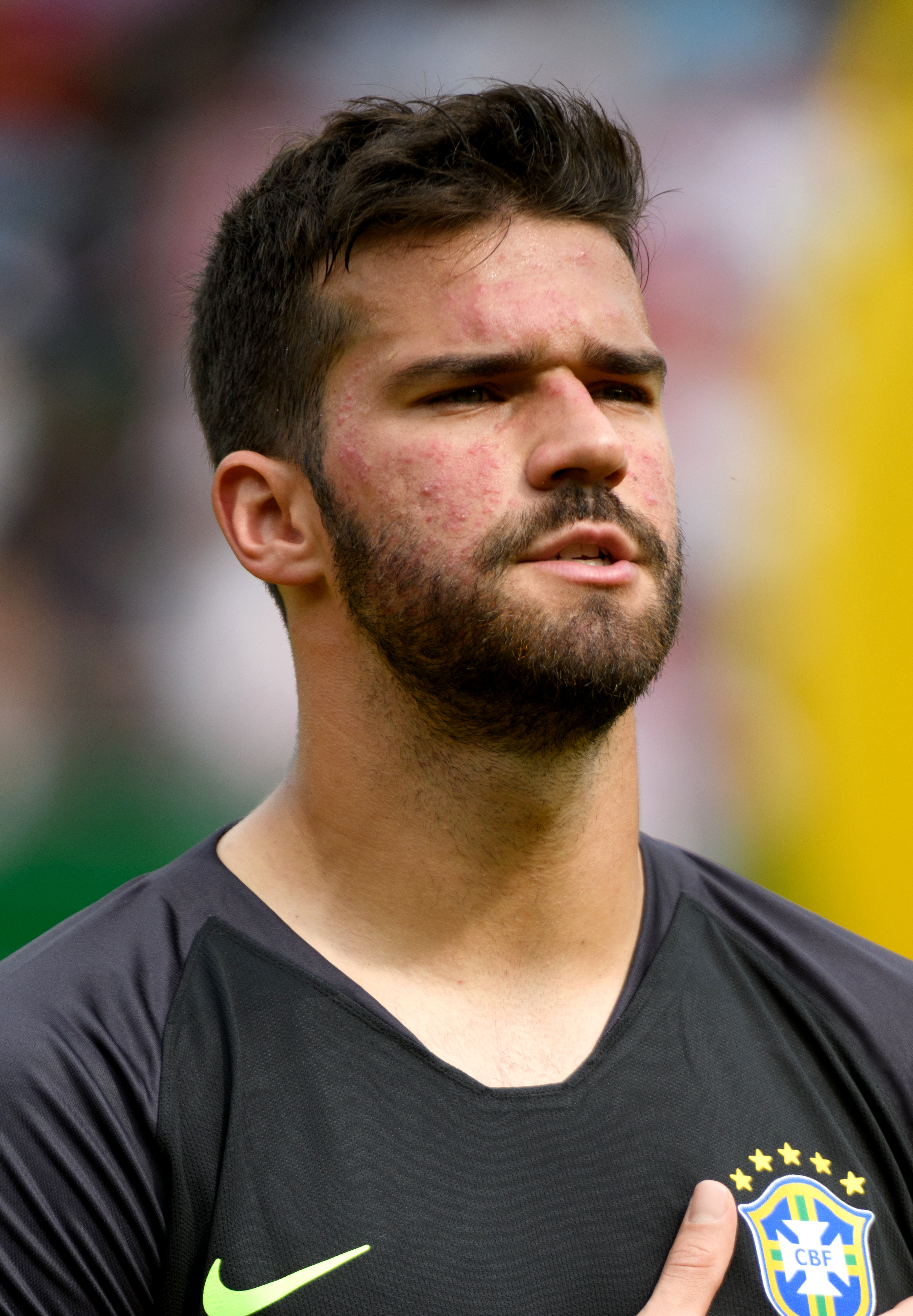
FIFA-Welttorhüter des Jahres 2018
Alisson

Gewinner wurde Alisson.
| Platz      | Name                  | Nationalität | Verein          |            |
| Finalisten | Finalisten            | Finalisten   | Finalisten      | Finalisten |
| ---------- | --------------------- | ------------ | --------------- | ---------- |
| 1.         | Alisson               | Brasilien    | FC Liverpool    |            |
| 2.         | Marc-André ter Stegen | Deutschland  | FC Barcelona    |            |
| 3.         | Ederson               | Brasilien    | Manchester City |            |

## FIFA-Welttorhüterin des Jahres

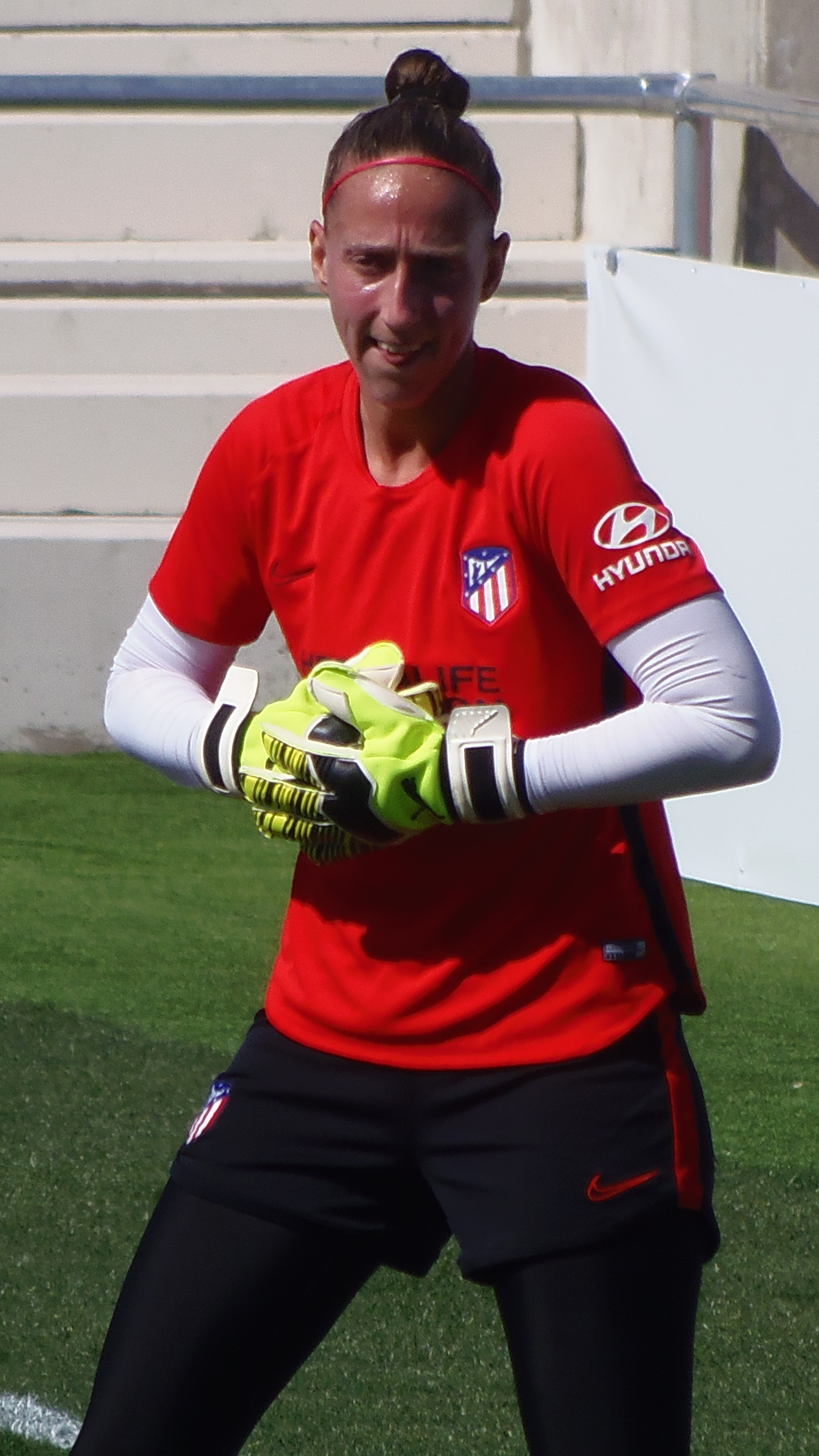
FIFA-Welttorhüterin des Jahres 2018
Sari van Veenendaal

Gewinnerin wurde Sari van Veenendaal.
| Platz         | Name                | Nationalität  | Verein                       |               |
| Finalistinnen | Finalistinnen       | Finalistinnen | Finalistinnen                | Finalistinnen |
| ------------- | ------------------- | ------------- | ---------------------------- | ------------- |
| 1.            | Sari van Veenendaal | Niederlande   | FC Arsenal & Atlético Madrid |               |
| 2.            | Christiane Endler   | Chile         | Paris Saint-Germain          |               |
| 3.            | Hedvig Lindahl      | Brasilien     | FC Chelsea & VfL Wolfsburg   |               |

## FIFA-Welttrainer des Jahres (Männerfußball)

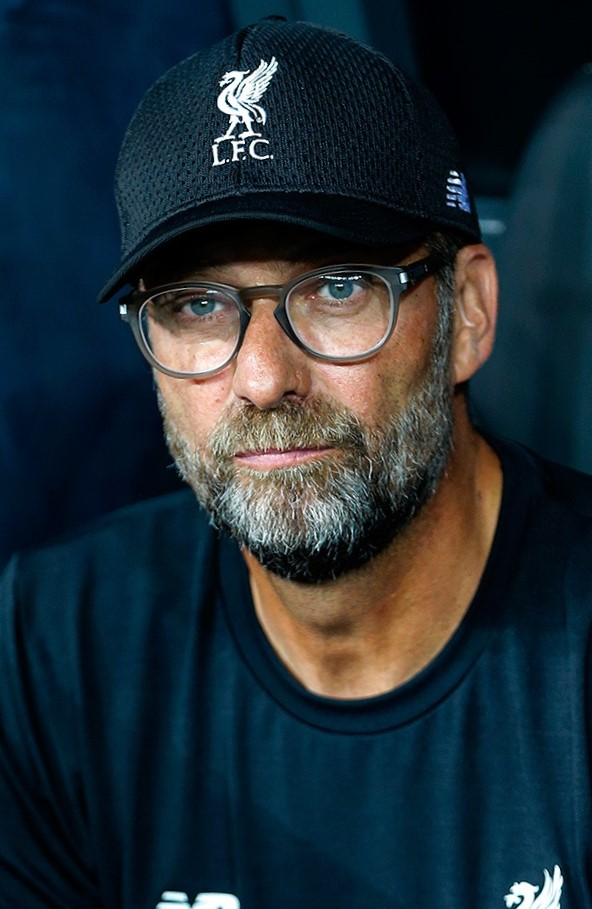
FIFA-Welttrainer des Jahres im Männerfußball 2019
Jürgen Klopp

FIFA-Welttrainer des Jahres im Männerfußball wurde Jürgen Klopp.
| Platz      | Name                | Nationalität | Team              | Punkte     |
| Finalisten | Finalisten          | Finalisten   | Finalisten        | Finalisten |
| ---------- | ------------------- | ------------ | ----------------- | ---------- |
| 1.         | Jürgen Klopp        | Deutschland  | FC Liverpool      | 46         |
| 2.         | Pep Guardiola       | Spanien      | Manchester City   | 38         |
| 3.         | Mauricio Pochettino | Argentinien  | Tottenham Hotspur | 27         |
| Kandidaten |                     |              |                   |            |
| 4.         | Erik ten Hag        | Niederlande  | Ajax Amsterdam    | 26         |
| 5.         | Djamel Belmadi      | Algerien     | Algerien          | 26         |
| 6.         | Didier Deschamps    | Frankreich   | Frankreich        | 19         |
| 7.         | Fernando Santos     | Portugal     | Portugal          | 16         |
| 8.         | Tite                | Brasilien    | Brasilien         | 12         |
| 9.         | Marcelo Gallardo    | Argentinien  | River Plate       | 10         |
| 10.        | Ricardo Gareca      | Argentinien  | Peru              | 10         |

## FIFA-Welttrainer des Jahres (Frauenfußball)

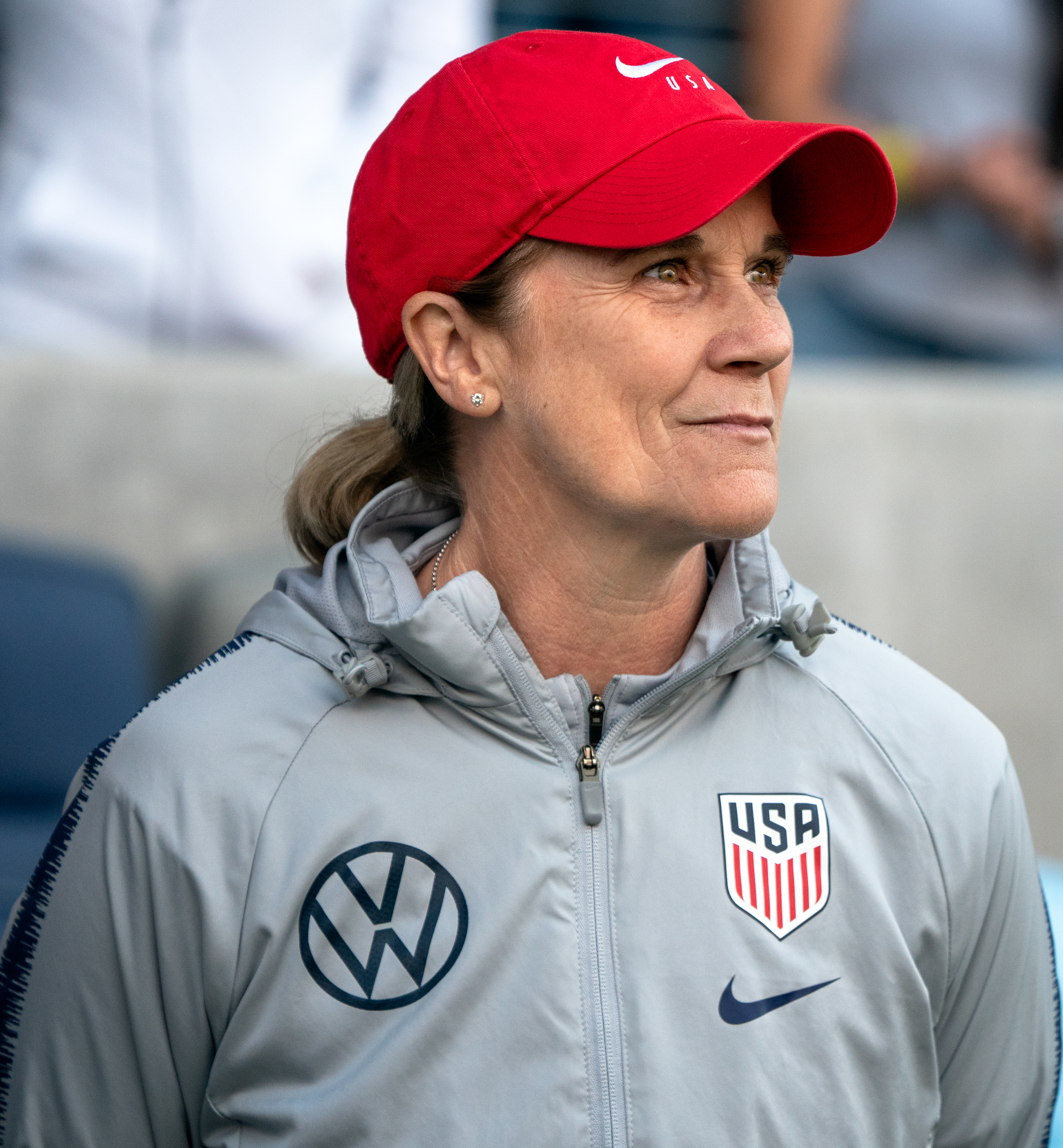
FIFA-Trainerin des Jahres im Frauenfußball 2019
Jill Ellis

FIFA-Welttrainerin des Jahres im Frauenfußball wurde Jill Ellis.
| Platz      | Name              | Nationalität       | Team                   | Punkte     |
| Finalisten | Finalisten        | Finalisten         | Finalisten             | Finalisten |
| ---------- | ----------------- | ------------------ | ---------------------- | ---------- |
| 1.         | Jill Ellis        | Vereinigte Staaten | Vereinigte Staaten     | 48         |
| 2.         | Sarina Wiegman    | Niederlande        | Niederlande            | 40         |
| 3.         | Phil Neville      | England            | England                | 31         |
| Kandidaten |                   |                    |                        |            |
| 4.         | Reynald Pedros    | Frankreich         | Olympique Lyon         | 28         |
| 5.         | Peter Gerhardsson | Schweden           | Schweden               | 23         |
| 6.         | Milena Bertolini  | Italien            | Italien                | 22         |
| 7.         | Futoshi Ikeda     | Japan              | Japan U20              | 13         |
| 8.         | Antonia Is Piñera | Spanien            | Spanien U17            | 12         |
| 9.         | Joe Montemurro    | Australien         | FC Arsenal             | 10         |
| 10.        | Paul Riley        | England            | North Carolina Courage | 5          |

## Weitere Auszeichnungen
- FIFA FIFPro World XI: Siehe FIFA FIFPro World XI#2019
- FIFA-Fanpreis:  Silvia Grecco (siehe FIFA-Fanpreis#2019)
- FIFA-Puskás-Preis:  Dániel Zsóri (siehe FIFA-Puskás-Preis#2019)
- FIFA-Fairplay-Preis:  Marcelo Bielsa mit seiner Mannschaft  Leeds United (siehe FIFA-Fairplay-Preis#Preisträger)

## Unregelmäßigkeiten
Nach Veröffentlichung der Abstimmung erklärten der Kapitän der Nationalmannschaft von Nicaragua, Juan Barrera, und der Nationaltrainer des Sudans, Zdravko Logarušić, dass ihre Stimmen verfälscht worden seien. Barrera bekannte in einem Statement auf der Webseite seines Vereins Real Estelí, dass er gar nicht an der Wahl teilgenommen habe. Der FIFA zufolge hatte er jedoch fünf Punkte an Lionel Messi, drei Punkte an Sadio Mané und einen Punkt an Cristiano Ronaldo vergeben. Gegenüber ESPN erklärte die FIFA daraufhin, dass ihr ein unterschriebener Stimmzettel des Spielers vorliege und bat den Fußballverband von Nicaragua, sich des Sachverhalts anzunehmen. Dieser räumte im Anschluss einen Verwaltungsfehler ein: Die Wahlunterlagen seien irrtümlicherweise mit Barreras Namen und dessen Unterschrift versehen worden, gewählt habe aber eigentlich dessen Vertreter Manuel Rosas. Lugarisic veröffentlichte ein Foto des von ihm unterschriebenen Stimmzettels, auf dem er Mohamed Salah vor Sadio Mané und Kylian Mbappé platziert hatte. Der FIFA zufolge hatte er allerdings Messi vor van Dijk und Mané gesetzt. Der sudanesische Fußballverband erklärte das veröffentlichte Foto für eine Fälschung und die Angaben der FIFA für korrekt. Der ägyptische Fußballverband beschwerte sich, da die Stimmen aller ägyptischen Wahlberechtigten trotz rechtzeitiger Stimmabgabe nicht im Wahlergebnis berücksichtigt worden seien. Hierauf entgegnete die FIFA, die Unterschriften der ägyptischen Vertreter seien in Druckschrift abgegeben und somit nicht als authentisch wahrgenommen worden. Auch habe die obligatorische Unterschrift des Generalsekretärs des ägyptischen Fußballverbands gefehlt. Man habe den Verband vor Ende der Wahlfrist zweimal kontaktiert und auf diesen Umstand aufmerksam gemacht.

## Expertengremien

### Expertengremium für die Awards der Männer (Spieler, Torwart, Trainer)
Das Gremium, das die Kandidaten für die The Best FIFA Football Awards™ 2019 auswählte, bestand aus:
- Franco Baresi
- Cha Bum-kun
- Fabio Capello
- Ricki Herbert
- Kaká
- Lothar Matthäus
- Francisco Maturana
- Hugo Sánchez
- Juan Sebastián Verón
- Xavi

### Expertengremium für die Awards der Frauen (Spielerin, Torfrau, Trainer im Frauenfußball)
Das Gremium, das die Kandidaten für die The Best FIFA Football Awards™ 2019 auswählte, bestand aus:
- Rae Dower
- Nadine Keßler
- Kristine Lilly
- Portia Modise
- Aline
- Aya Miyama
- Thuba Sibanda
- Kelly Smith
- Rhian Wilkinson
- Kirsty Yallop

### Expertengremium für den Puskás Award
Das Gremium, das die Kandidaten für den FIFA Puskás Award 2019 auswählte, bestand aus:
- Ann Kristin Aarønes
- Brandi Chastain
- Han Duan
- Julie Fleeting
- Miroslav Klose
- Michael Owen
- Patrizia Panico
- Ronaldo
- Yaya Touré
- Christian Vieri